# Badvel
Badvel es una ciudad y  municipio situada en el distrito YSR en el estado de Andhra Pradesh (India). Su población es de 70626 habitantes (2011). Se encuentra a 43 km de Kadapa y a 305 km de Vijayawada.

## Demografía
Según el censo de 2011 la población de Badvel era de 70626 habitantes. Badvel tiene una tasa media de alfabetización del 70,41%, superior a la media estatal del 67,02%. 